# Det sker ett under i världen
Det sker ett under i världen är en psalm med text av Gerd Grönvold Saue som är översatt till svenska av Py Bäckman och musik av Kjell Mörk Karlsen. 

## Publicerad i
- Psalmer i 2000-talet som nummer 897 under rubriken "Kyrkan, Anden - människor till hjälp".
- Hela familjens psalmbok 2013 som nummer 133a under rubriken "Barn i Guds famn".[1]
- Finlandssvenska psalmboken 1986, tilläggshäftet ”Sång i Guds värld”, 2015, som nr 878 under rubriken "Gudstjänstlivet"